# Bitwa pod Rafajłową
Bitwa pod Rafajłową – bitwa stoczona w nocy z 23 na 24 stycznia 1915 roku pod wsią Rafajłowa przez II Brygadę Legionów Polskich z Rosjanami.

## Legiony Polskie w rejonie Rafajłowej

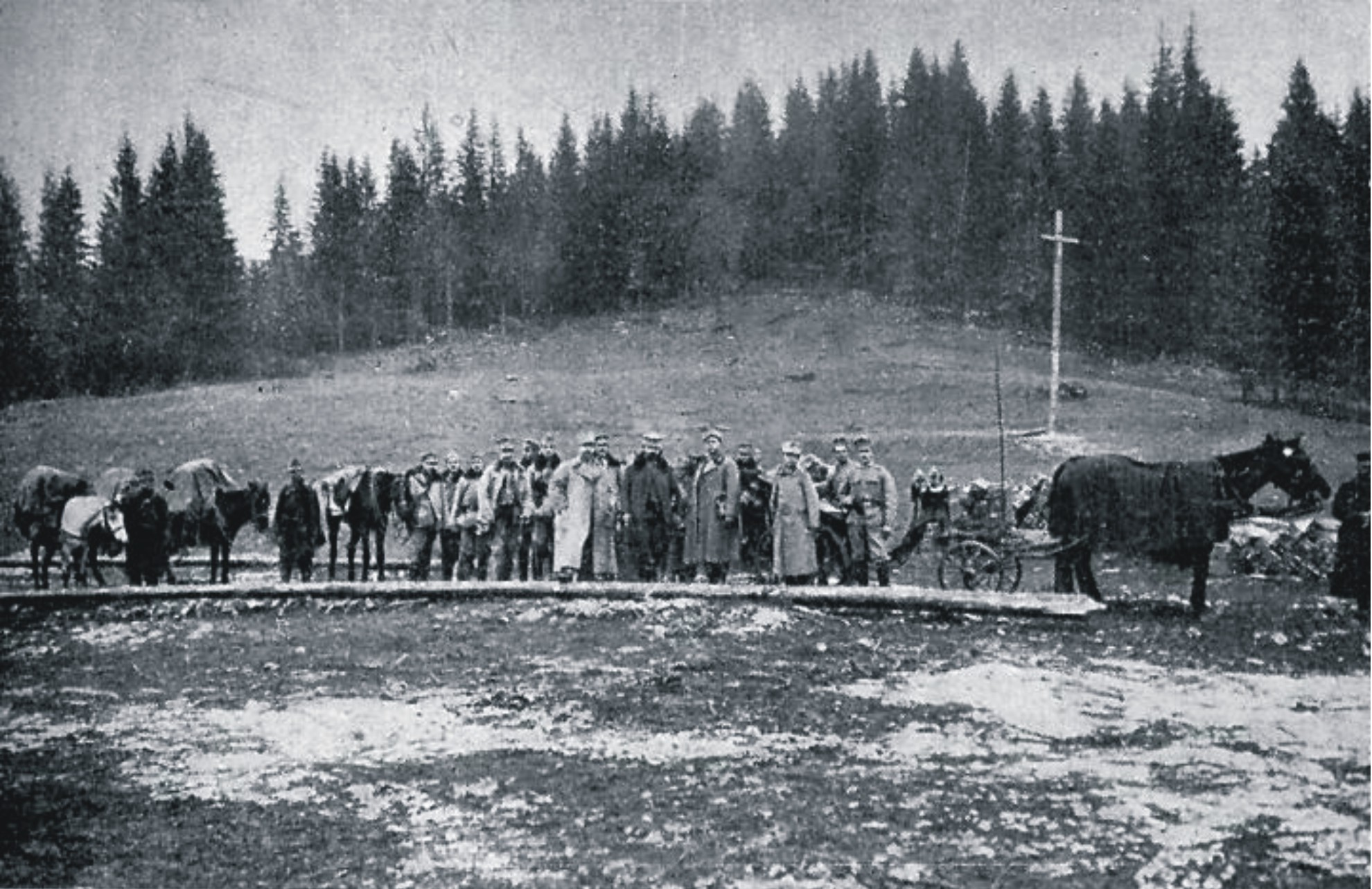
Legioniści przy krzyżu na Przełęczy Legionów, 1914

Z końcem września 1914 roku 3 pułk piechoty Legionów Polskich działając w ramach „armii karpackiej” generała Pflanzer-Baltina otrzymał rozkaz wymarszu na front w Karpatach Wschodnich. I i IV batalion tego pułku zostały skierowane do Königsfeld (obecnie Ust-Czorna) leżącego u wylotu Przełęczy Rogodze (w pobliżu szczytu Pantyr) w głównym paśmie Gorganów. 16 października 1914 jednostki zostały skoncentrowane w rejonie Königsfeld – Brustury. Leżąca po przeciwnej stronie pasma górskiego Rafajłowa była ważnym punktem strategicznym – była „wrotami” na wschód, przyczółkiem do uderzenia sił armii karpackiej na wroga. Rafajłową zdobyły 12 października 2 bataliony osłonowe pod dowództwem kpt. Józefa Hallera. Dalszy cel był jasny: „wybudować jak najrychlej przez bezdroża pantyrskie drogę kołową i rozpocząć natychmiast energiczną ofenzywę na Nadwórnę celem odciągnięcia jak najzacniejszych sił nieprzyjacielskich od Doliny Stryja, gdzie powstrzymana została ofenzywa własnej dywizji generała Hoffmana”.

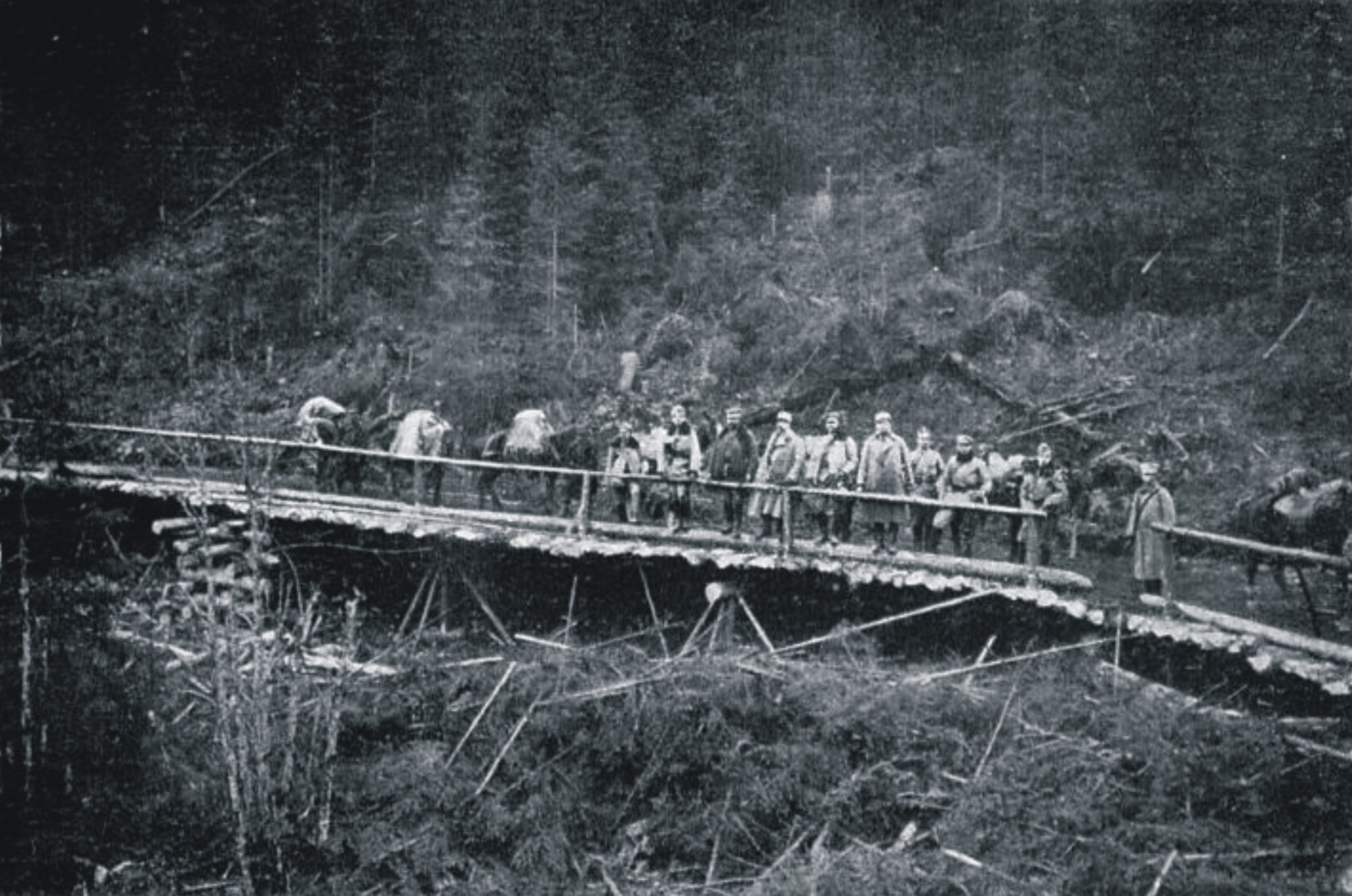
Jeden z najdłuższych mostów na Drodze Legionów, 1915

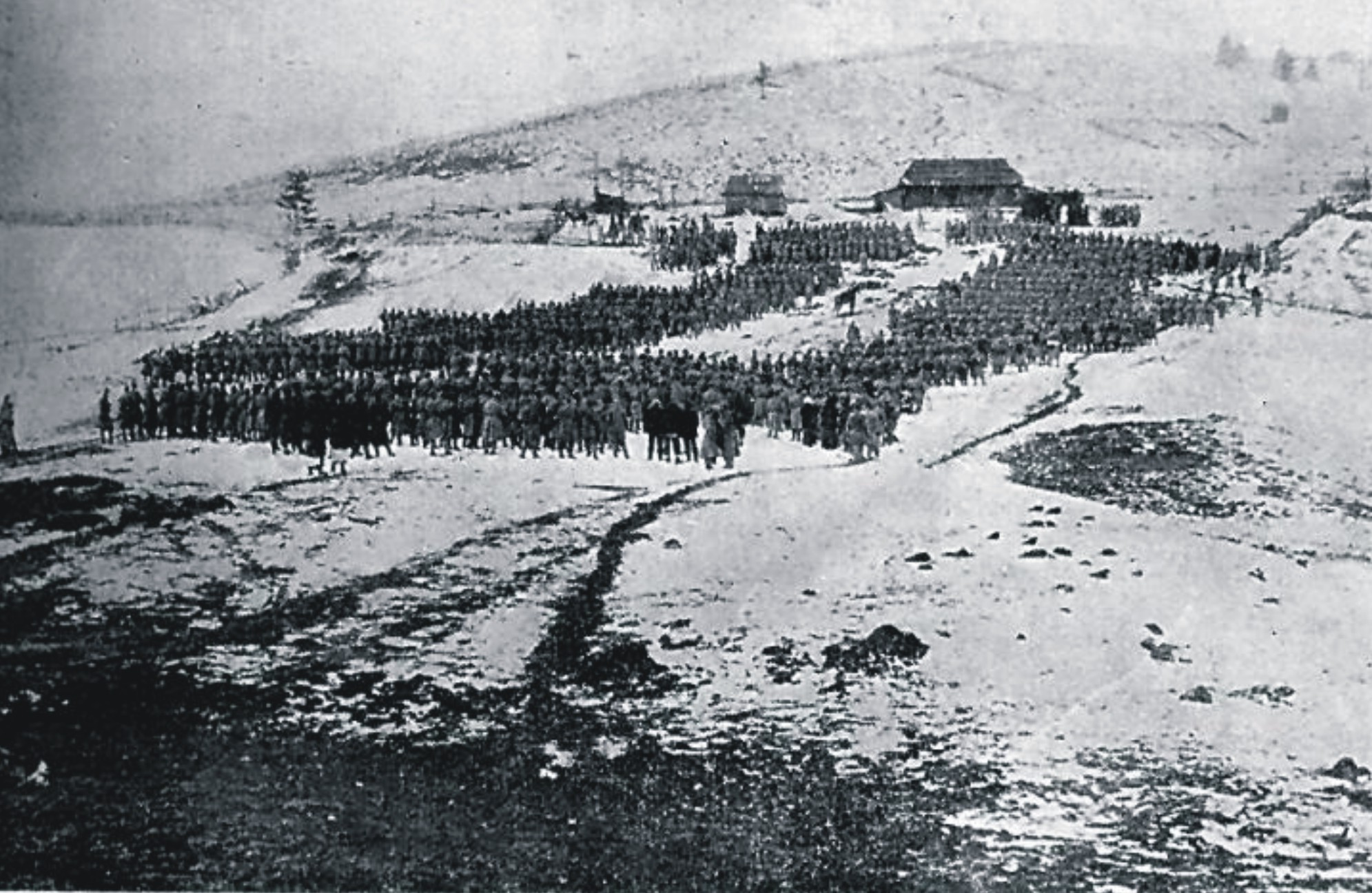
Msza polowa legionistów w Rafajłowej, 1915

Legioniści 3 pułku stanęli przed ogromnym wyzwaniem logistycznym i inżynieryjnym. Mieli w błyskawicznym tempie doprowadzić z Tereszwy po stronie zakarpackiej do Rafajłowej wzmocnioną, utwardzoną drogę, która miała umożliwić przemarsz i operowanie po drugiej stronie karpackiego grzbietu zasadniczym siłom wojsk, a także zapewnienie im zaopatrzenia i wsparcia. Przedzieranie się wojska wąskim płajem byłoby trudne, a zaopatrzenie i wsparcie nie mogło być obarczone ryzykiem ugrzęźnięcia w jarach doliny potoku Rafajłowiec. Decyzja zapadła szybko. Prace rozpoczęto 16 października, a dowodził nimi por. inż. Jan Słuszkiewicz. Trasa – ogromne przedsięwzięcie inżynieryjne – została zbudowana w rekordowym tempie, bo w ciągu około 50 godzin. Droga była wyłożona czterometrowymi drewnianymi belkami. Wybudowano 28 mostów i mostków. Rozpiętość niektórych sięgała 50 m. Trasa wiodąca pod górę liczyła ponad 7 km długości. Zużyto około 5.000 m³ drewna. Trasa otrzymała nazwę Drogi Legionów, zaś przełęczy przez którą wiodła nadano urzędową nazwę „Przełęcz Legionów”.
Przeprawa przez góry rozpoczęła się 19 października, a 22 października wieczorem sztab legionów, dwa pułki, artyleria i kawaleria przekroczyły tą trasą pasmo Karpat i dotarły do Rafajłowej po stronie galicyjskiej. Sznur wojska który kolejnymi batalionami przechodził do Rafajłowej zamykał oddział trenu 3 pułku pod komendą ppor. Starka. Przeszedł on przez przełęcz 28 października. Legiony szybko opanowały Rafajłową, a 23-go posunęły się pod Pasieczną oraz Pniów i skoncentrowały siły pod Zieloną. Rafajłowa otrzymała szczególny status. Legionistom udało się utrzymać okoliczne tereny i przywrócić funkcjonowanie cywilnych instytucji, a więc kolei, poczty i telefonu. Z tego tytułu miejscowość zyskała miano „Rzeczypospolitej Rafajłowskiej”.

## Bitwa[1]
W Rafajłowej na przełomie 1914 i 1915 roku odbyły się 3 zasadnicze potyczki. Największa i najważniejsza z nich miała miejsce w nocy z 23 na 24 stycznia 1915 roku. 

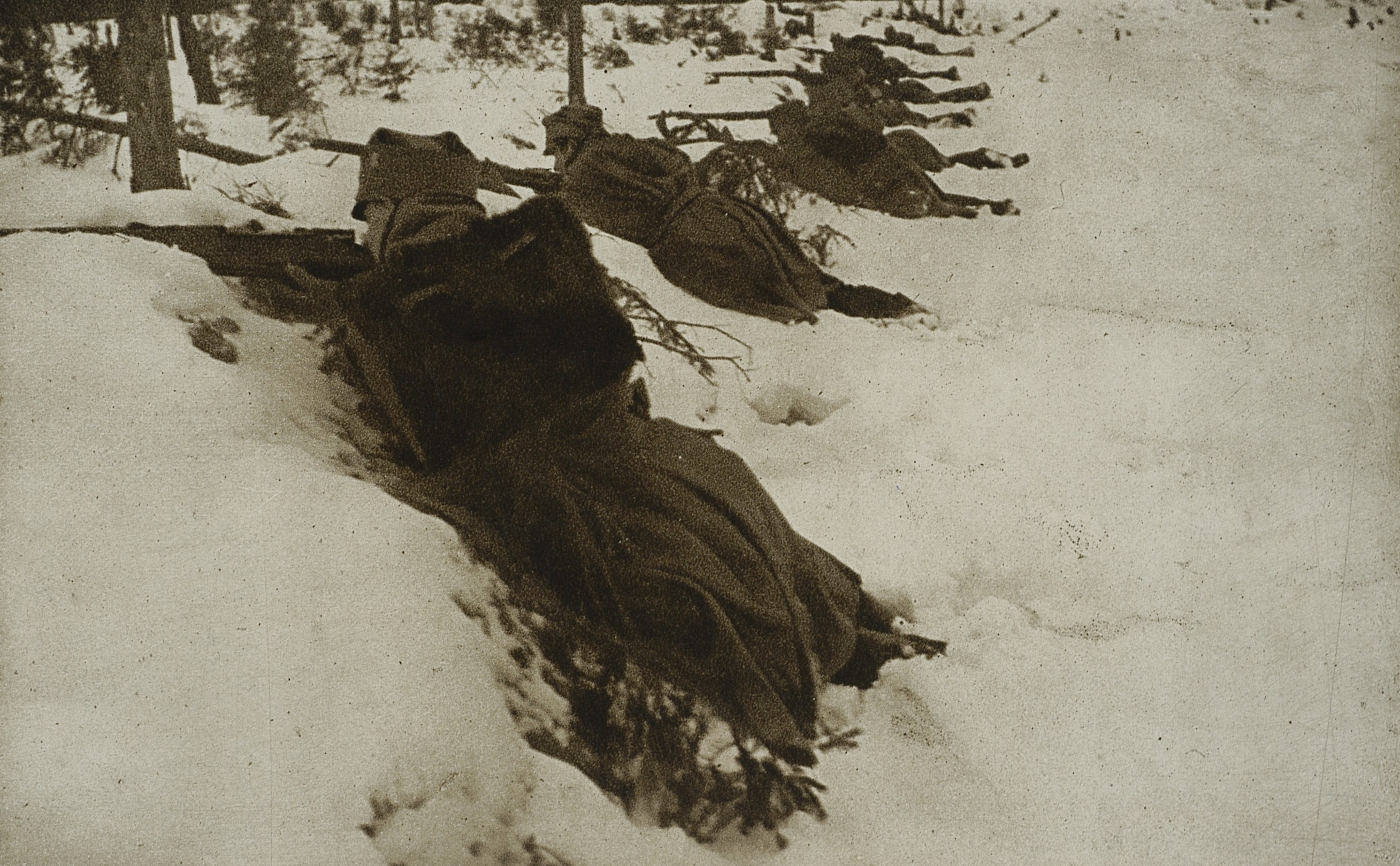
Oddziały II Brygady w czasie bitwy pod Rafajłową

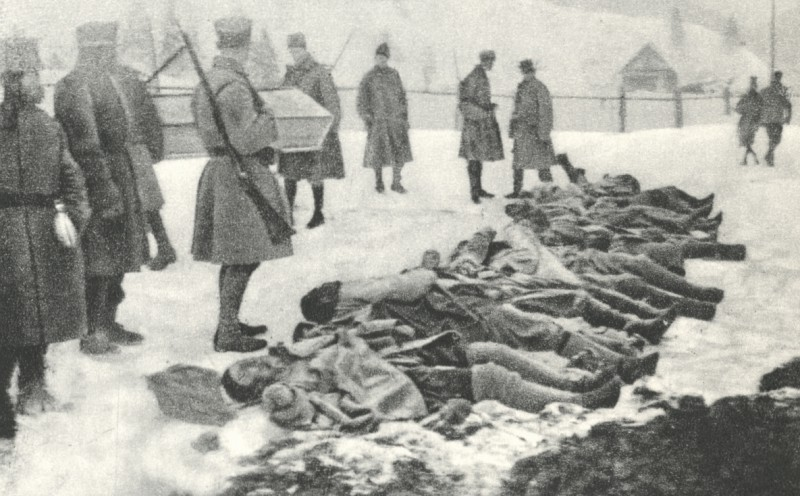
Zwłoki poległych po nocnej walce pod Rafajłową 23/24 stycznia 1915

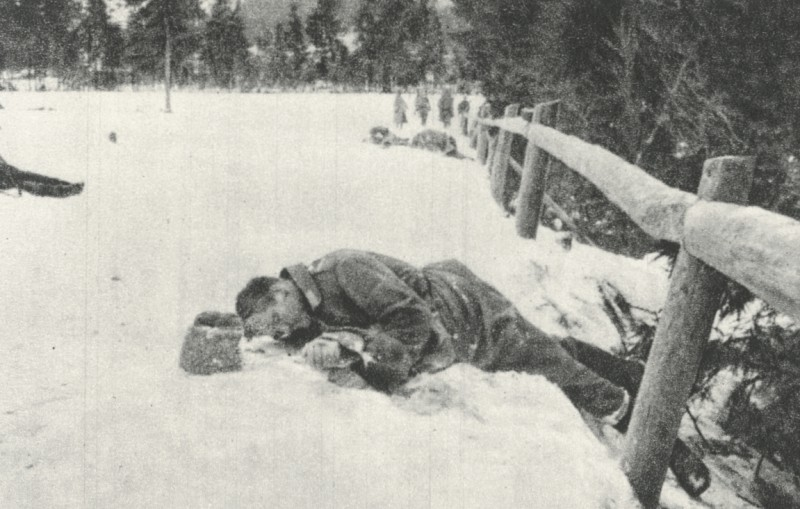
Zwłoki poległych leżące na ulicach Rafajłowej po nocnej walce 23/24 stycznia 1915

W połowie stycznia zaczęły się rozchodzić pogłoski o planowanej ofensywie wojsk austriackich. Rafajłowa była dla obu stron miejscem strategicznym, więc zdenerwowanie po obu stronach było zauważalne. Około 20 stycznia Haller opuścił jednostkę i udał się na krótki urlop. Rosjanie uzyskali tę informację i oddziały generała Ławrentiewa, najwyraźniej chciały wykorzystać tę okoliczność i pod nieobecność dowódcy legionowego pułku uprzedzić uderzenie przeciwnika.
O godzinie 00:45 rozpoczął się atak. Inicjatorem operacji był ponoć sztabskapitan Zolotin, który zaplanował atak w nocy przeprowadzony dwoma batalionami od frontu, oraz dwoma półbatalionami wysłanymi na flanki (od strony Dołżyńca i Sałatruka), które miały obejść legionowe 'czujki', kilkoma sotniami kozaków i jedną baterią – w sumie ok. 4000 ludzi. Siły na skrzydłach utknęły jednak w zaspach i dotarły do centrum Rafajłowej dopiero nad ranem. Rosjanie głównymi siłami podeszli polskie pozycje po cichu, skradając się bez wystrzału. Dość szybko opanowali pierwsze i drugie okopy, oraz zajmowany przez sztab budynek zarządu leśnego tzw. „zarządcówkę”. Stacjonujący tutaj oddział pogotowia wraz z kwaterującymi legionistami I batalionu musieli szybko wycofać się poza „zarządcówkę”. Rosjanie poczuli się zwycięzcami i najwyraźniej to ich zgubiło. Nie kontynuowali natarcia. Legioniści zebrali się szybko w okolicy cerkwi. Kompanie zebrał i uporządkował pierwszy z oficerów który dotarł na miejsce – kpt. Henryk Minkiewicz. Uderzenie na zajęte przez Rosjan okopy było ogromnym zaskoczeniem i zmusiło ich do ucieczki do pierwszej linii umocnień. Zarządcówka była odbita, ale Rosjanie wypuszczali swe oddziały do walki wręcz, na bagnety. Parcie było duże, ale legioniści utrzymywali pozycje. Wystrzały zaalarmowały pozostałe kompanie: od strony Sałatruku nadciągnął kpt. Terlecki i por. Udałowski, a także por. Józef Zając. Dotarł też mjr Bolesław Roja, który objął dowodzenie.
Na odparcie szturmu wysłany została 16 kompania, część 13. pod dowództwem por. Floriana Węglowskiego i 11. z por. Udałowskim i chor. Misiem. Poszły z nimi poszczególne plutony I batalionu. Zasadniczą część I batalionu mjr Roja zatrzymał w rezerwie w okolicy cerkwi. Przez lewe skrzydło (wzgórze Sałtruka) udały się oddziały dowodzone przez kpt.Terleckiego, zaś przez prawe 15 kompania pod komendą por. Rutkowskiego i ppor. Szuli. W ataku na bagnety udział wzięła 1 i 11 kompania wiedziona przez mjr. Roję. Zdobycie pierwszej linii było krwawe – legioniści opłacili zdobycz życiem kilku z nich. Ale sukces dodawał skrzydeł.
Trzecia faza bitwy miała charakter pozycyjny. Ostrzał z broni ręcznej i dział trwał z obu stron do świtu, kiedy to oddziały kpt. Tadeusza Terleckiego, por. Zająca i chor. Ćwiertniaka oskrzydlili nieprzyjaciela od prawej strony zmuszając Rosjan do opuszczenia pozycji. Wypadli pod ostrzał artyleryjski. Było po bitwie.
Obecnie w Rafajłowej (ze zmienioną nazwą na Bystrzyca) nadal znaleźć można bardzo dużo śladów działań Legionu Wschodniego. W rozsypujących się fragmentach umocnień rozpoznać można fragmenty „drogi legionistów”, transzeje, umocnienia, resztki drutu kolczastego, łuski.

### Polegli w bitwie
W walce poległo wielu Rosjan (źródła mówią nawet o 400 osobach), a – jak opisuje Lewartowski – po stronie Legionów straty wyniosły 4 zabitych. Stanisław Czerep powołując na artykuł w „Polsce Zbrojnej” z 1934 roku wspomina o 5 poległych, 16 rannych i 20 zaginionych. 
Wydana w 1915 roku „Lista chorych, rannych, zabitych i zaginionych legionistów do kwietnia 1915” wylicza pięć ofiar bitwy po stronie legionów:

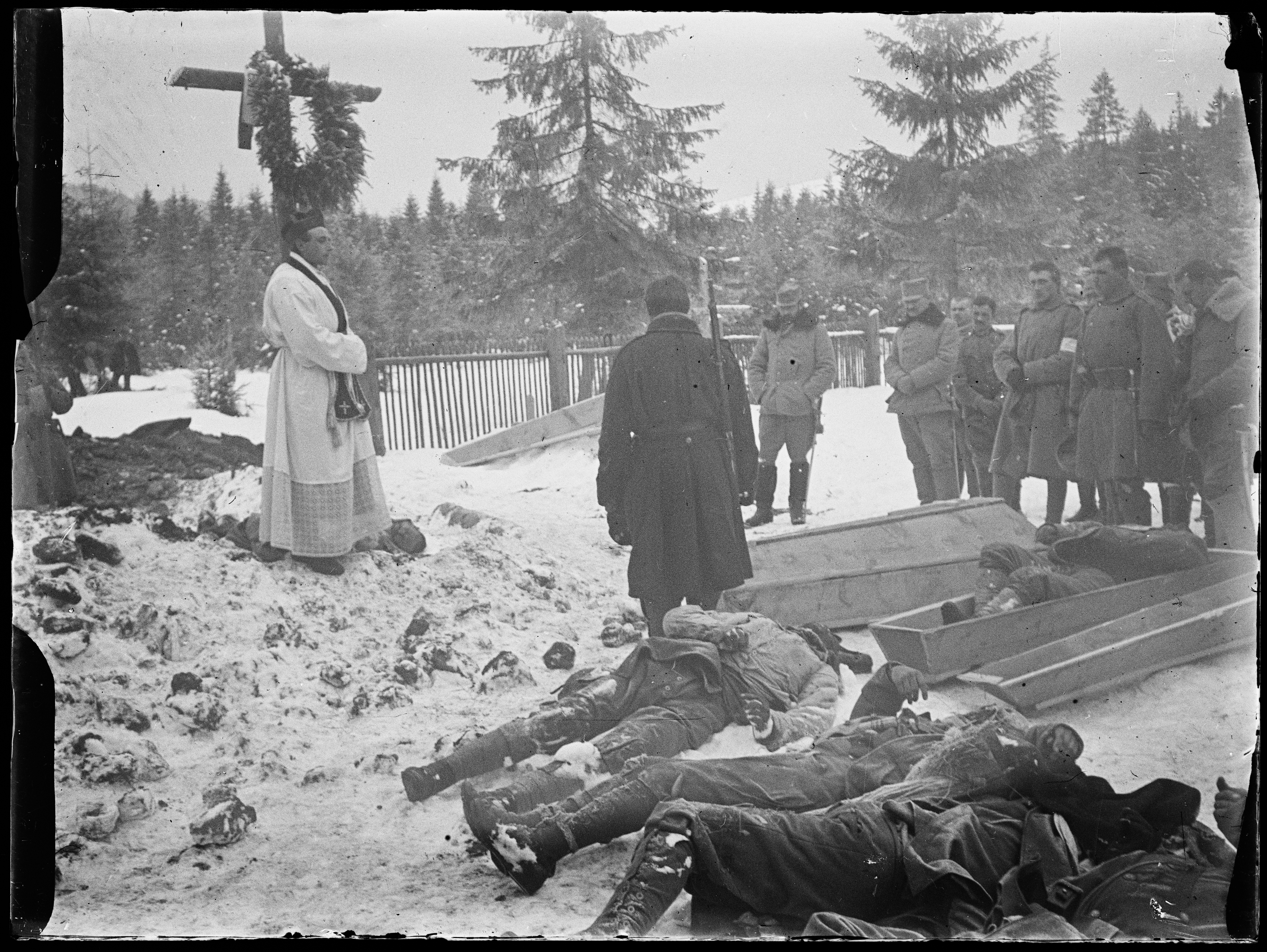
Na zdjęciu widoczny pogrzeb legionistów II Brygady Legionów Polskich, z grupy operacyjnej płk. Józefa Hallera, poległych w bitwie nocnej w Rafajłowej (z 23 na 24 stycznia 1915 roku)

1. Kociołek Błażej, legionista, III p. 1 bat. 3 komp. – (pochodzący ze wsi Tymowa k.Brzeska; student Technische Hochschule w Wiedniu)
2. Kowalski Stanisław, plutonowy, II p. 1 komp.
3. Łukaszczyk Franciszek III p. 1 komp.
4. Schmeidl Romuald, II p. 13 komp.
5. Węglowski Florian, porucznik II p. 16 komp. (według innych źródeł[1] komendant 10 komp. IV/2pp.)

Według relacji kpt. Antoniego Kamińskiego z 1915 śmierć F. Węglowskiego nastąpiła tuż po odniesieniu ran w czasie po północy 24 stycznia 1915, taką datę wskazał także oficjalny nekrolog z 1916 i relacja z pogrzebu; według innego źródła nie zmarł jednak podczas samej bitwy, lecz jeden lub dwa dni później na skutek odniesionych ran, zaś Muzeum Józefa Piłsudskiego w Sulejówku wskazało datę zgonu 25 stycznia 1915. W 1916 roku jego szczątki ekshumowano i pochowane w grobie rodzinnym na cmentarzu w Rzeszowie 30 stycznia 1916.
To samo źródło wskazuje także imiennie dwóch innych legionistów poległych pod Rafajłową – nie podaje jednak daty i okoliczności ich śmierci:
1. Karczewski Mieczysław, kapral II p. 13 komp. „poległ pod Rafajłową”
2. Szymański Władysław, III p. 12 komp. „poległ pod Rafajłowa”

Inne wydanie „Listy poległych...” wskazuje imiennie legionistę wziętego do niewoli:
- Piotr Klubek IIIp, 3 komp. „wzięty 24 stycznia w Rafajłowej do niewoli”

## Miejsca pamięci w Rafajłowej poświęcone poległym legionistom

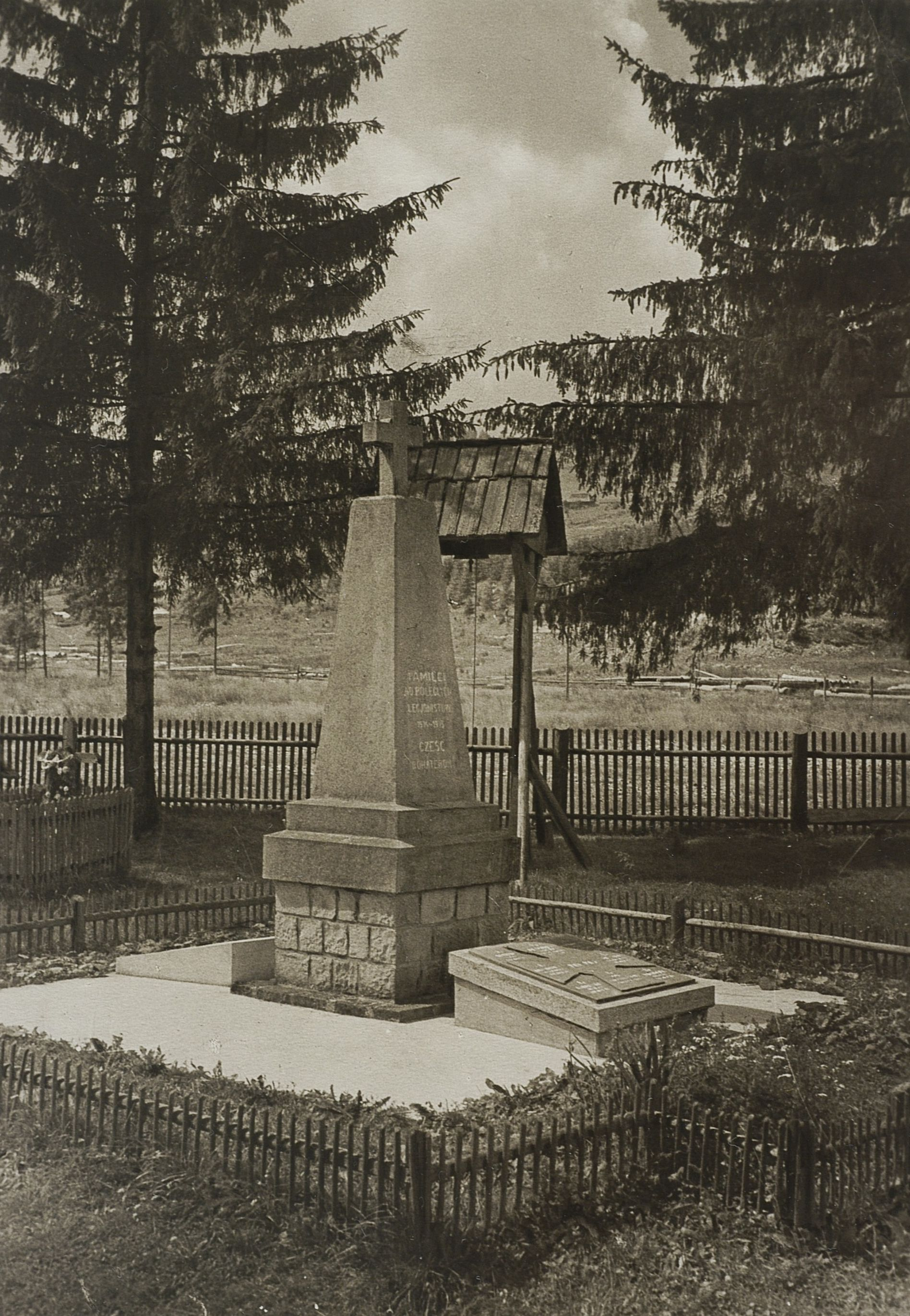
Grobowiec legionowy w Rafajłowej, 1938

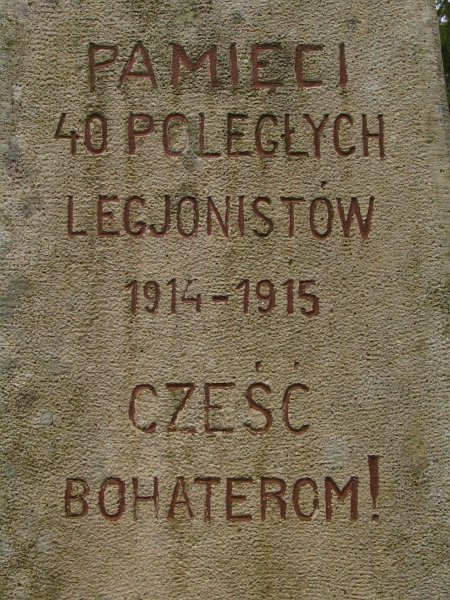
Tablica obelisku w Rafajłowej

W okolicy zachowały się trzy miejsca upamiętniające legionistów: w samej Rafajłowej – obelisk koło dawnego kościoła rzymskokatolickiego upamiętniający „poległych 40-tu poległych legionistów”, polowy cmentarz wojskowy na zakarpackiej stronie grzbietu Przełęczy Legionów. Ponadto działania na Pantyrze zostały upamiętnione „krzyżem legionistów” pod którym widnieje tablica z wierszem legionisty Adam Szani:
Młodzieży Polska, patrz na ten krzyż,

Legiony Polskie dźwignęły go wzwyż,

Przechodząc góry, lasy i wały,

Do Ciebie: Polsko! I dla twej chwały.

### Pomnik Legionistów i cmentarz
Rodziny poszukujące grobów poległych krewnych przez kilkadziesiąt lat nie miało dostępu do żadnych informacji, a przetrwanie cmentarza, obelisku i krzyża na przełęczy Legionów (Rogodze Wielkie) przez okres panowania radzieckiego może być odczytywane w kategorii cudu. Pewną wskazówką jest zachowana rycina chorążego 2. p. ułanów – Stanisława Janowskiego, świadka wydarzeń którą narysował 20 lutego 1915 roku w Rafajłowej. „Groby legionistów na cmentarzu w Rafajłowej” przedstawiają pokryte świeżym śniegiem kopce grobowców z zatkniętymi krzyżami. Otoczenie na rysunku wskazuje że jest to centrum wsi, a więc rejon późniejszego obelisku przy kościele.
Na obelisku w Rafajłowej brakuje obecnie nazwisk poległych w nocnym styczniowym boju. Jedna z tablic mówi o poległych 40 legionistach, zaś druga u podnóżka obelisku wylicza 7 nazwisk i wspomina o „29 nieznanych”, a więc w sumie dopiero 36 osób. Polegli w bitwie nie byli nieznanymi, prawdopodobnie więc istniała osobna tablica o nich wspominająca, lub odrębnie oznaczone groby w bezpośrednim sąsiedztwie.
Wiadomo, że napisy na zachowanej u podnóża obelisku tablicy zawierają sporo nieścisłości. Wymieniony na niej „student praw” Andrzej Klakurka nie jest pochowany w Rafajłowej tylko w Myślenicach, gdzie zmarł 15 lutego 1915 na skutek odniesionych ran. Oznaczenie „4pp” jest również błędne, bowiem wówczas taki pułk nie istniał. Błędy są też w nazwiskach legionistów: Jan Dufrad, zamiast Dufrat, Henryk Wdziołek zamiast Widziołek, Kazimierz Kramowicz zamiast Krazurowicz. Obelisk powstał prawdopodobnie staraniem inteligencji nadwórniańskiej dopiero w 1920 roku. Wcześniej istniały tu groby i pojedyncza tablica, którą widać na fotografii wykonanej przez kpt. Władysława Wawrzeckiego. Co jednak było na tamtej tablicy – nie wiadomo.
W 2010 roku podczas prac Towarzystwa Karpackiego związanych z rewitalizacją cmentarza wokół obelisku odtworzono kształt kilku grobów i oznaczono je krzyżami. Odkrywki darni przeprowadzone koło obelisku potwierdziły istnienie w przeszłości drugiej tablicy informacyjnej po przeciwnej jego stronie.
Obecny wygląd obelisku, ogrodzenie oraz metalowy krzyż jest efektem prac członków nadwórniańskiego Towarzystwa Kultury Polskiej im. Franciszka Karpińskiego, a także nauczyciela z Nadwórnej – pana Piotra Lewickiego, który kieruje pracami Towarzystwa.